# Додсон (Техас)
Додсон (англ. Dodson) — місто (англ. town) в США, в окрузі Коллінгсворт штату Техас. Населення — 93 особи (2020).

## Географія
Додсон розташований за координатами 34°45′55″ пн. ш. 100°1′14″ зх. д. / 34.76528° пн. ш. 100.02056° зх. д. (34.765375, -100.020419).  За даними Бюро перепису населення США в 2010 році місто мало площу 1,58 км², уся площа — суходіл.

## Демографія
Згідно з переписом 2010 року, у місті мешкало 109 осіб у 43 домогосподарствах у складі 33 родин. Густота населення становила 69 осіб/км².  Було 50 помешкань (32/км²).
Расовий склад населення:
| - 61,5 % — білих - 1,8 % — корінних американців - 32,1 % — осіб інших рас |

До двох чи більше рас належало 4,6 %. Частка іспаномовних становила 48,6 % від усіх жителів.
За віковим діапазоном населення розподілялося таким чином: 23,9 % — особи молодші 18 років, 59,6 % — особи у віці 18—64 років, 16,5 % — особи у віці 65 років та старші. Медіана віку мешканця становила 38,6 року. На 100 осіб жіночої статі у місті припадало 84,7 чоловіків;  на 100 жінок у віці від 18 років та старших — 93,0 чоловіків також старших 18 років.
Середній дохід на одне домашнє господарство  становив 29 269 доларів США (медіана — 25 804), а середній дохід на одну сім'ю — 31 917 доларів (медіана — 26 339). За межею бідності перебувало 35,1 % осіб, у тому числі 51,7 % дітей у віці до 18 років та 0,0 % осіб у віці 65 років та старших.
Цивільне працевлаштоване населення становило 40 осіб. Основні галузі зайнятості: сільське господарство, лісництво, риболовля — 40,0 %, науковці, спеціалісти, менеджери — 17,5 %, публічна адміністрація — 12,5 %, мистецтво, розваги та відпочинок — 10,0 %.